# Лек (Північна Фризія)
Лек (нім. Leck) — громада в Німеччині, розташована в землі Шлезвіг-Гольштейн. Входить до складу району Північна Фризія. Складова частина об'єднання громад Зюдтондерн.
Площа — 29,79 км2. Населення становить 7771 ос. (станом на 31 грудня 2020).

## Галерея

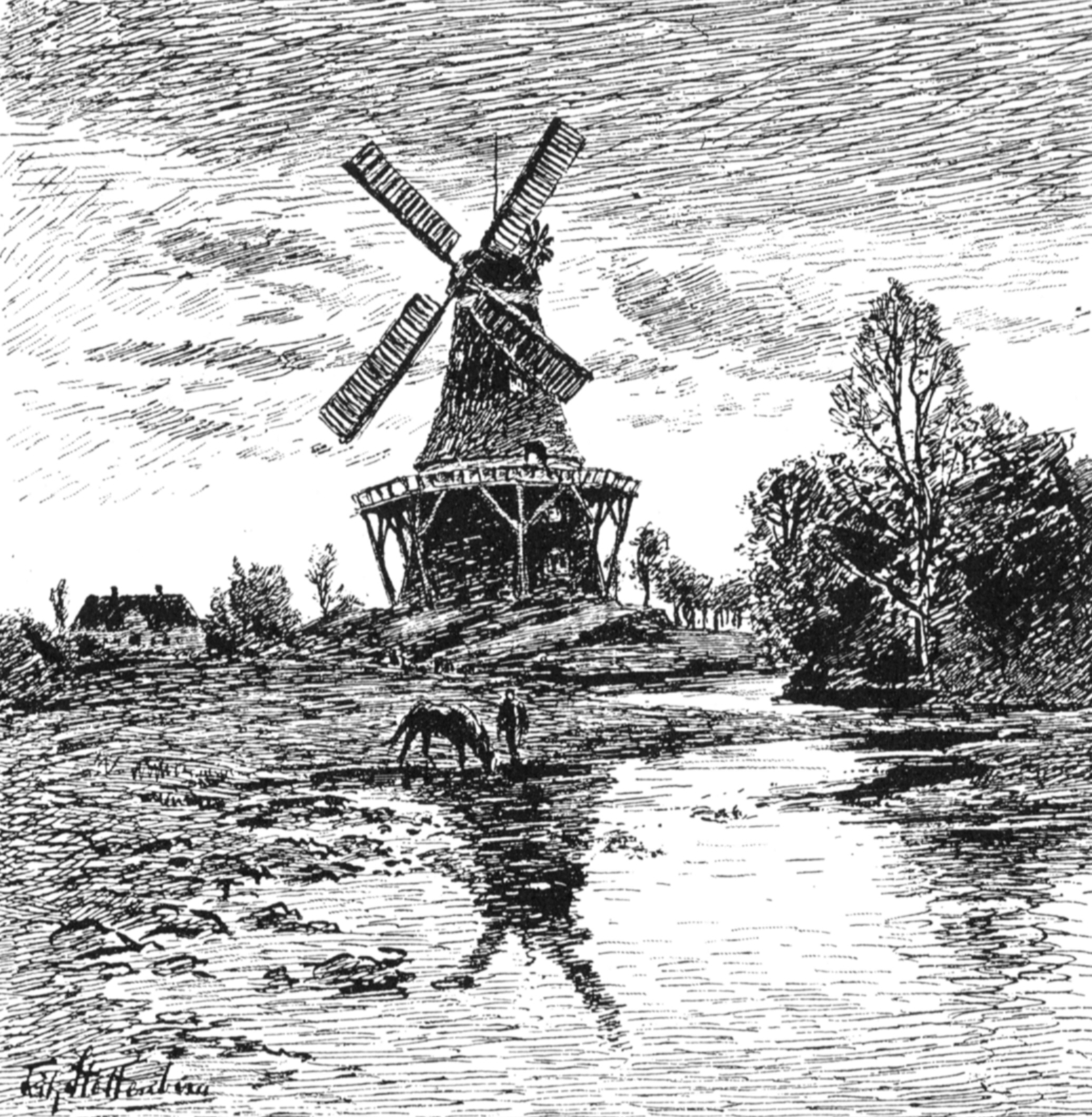
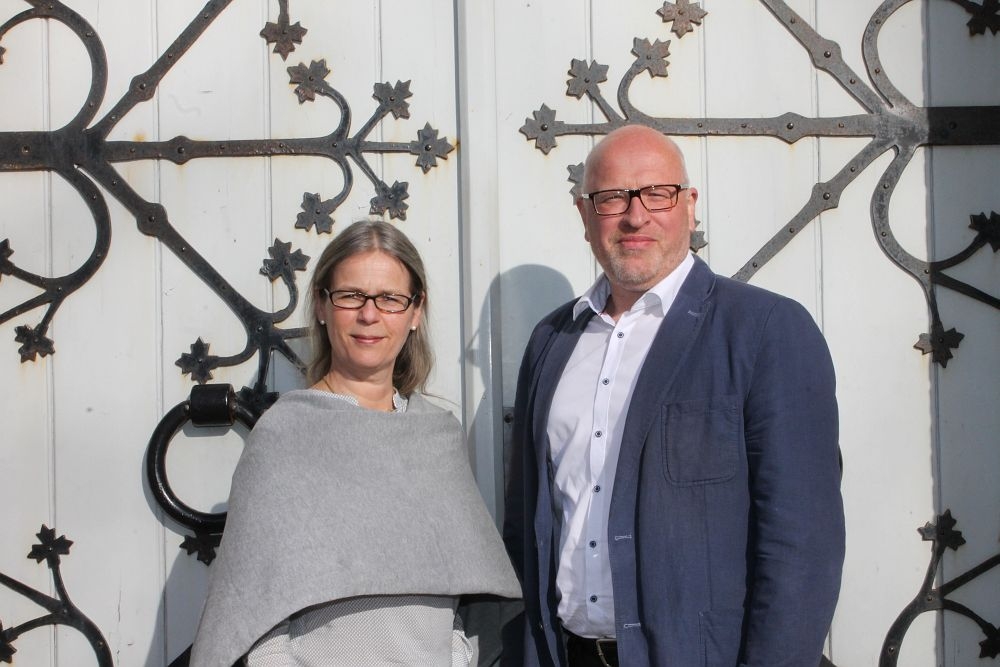